# Peter Guinness
Pour les articles homonymes, voir Guinness (homonymie).
Peter Guinness, né le 14 août 1950, à Whitstable, Angleterre, est un acteur britannique.

## Biographie
Peter Guinness est né le 14 août 1950, à Whitstable, Angleterre. Il est diplômé de la Central School of Speech and Drama en 1976.

### Vie privée
Il est marié depuis 1996 à l'actrice Roberta Taylor.

## Filmographie

### Cinéma

#### Longs métrages
- 1983 : La Forteresse noire (The Keep) de Michael Mann : un soldat de la Wehrmacht
- 1988 : American Roulette de Maurice Hatton : in policier
- 1992 : Christophe Colomb : La Découverte (Christopher Columbus: The Discovery) de John Glen : Fra Perez
- 1992 : Alien 3 de David Fincher : Gregor
- 1997 : Le Saint (The Saint) de Phillip Noyce
- 1998 : Péril en mer (Hostile Waters) de David Drury : Vladimirov
- 1999 : Sleepy Hollow : La Légende du cavalier sans tête (Sleepy Hollow) de Tim Burton : Lord Crane
- 2000 : Jardinage à l'anglaise (Greenfingers) de Joel Hershman : Dudley
- 2006 : The Conclave de Christoph Schrewe : le cardinal Latino Orsini
- 2010 : Centurion de Neil Marshall : Général Cassius
- 2017 : Le Roi Arthur : La Légende d'Excalibur (King Arthur : Legend of the Sword) de Guy Ritchie : un baron
- 2019 : Official Secrets de Gavin Hood : TinTin
- 2019 : The Last Boy de Perry Bhandal : le prêtre
- 2021 : Zack Snyder's Justice League : Desaad (voix)
- 2023 : Ils étaient un seul homme (The Boys in the Boat) de George Clooney : George Yeomans Pocock

#### Courts métrages
- 1992 : The Zebra Man de Peter Webber et Tom Hare Duke: George Burchett
- 2004 : Out of Time de Blake Ritson et Dylan Ritson : Le médecin
- 2004 : Out of the Shadows de Warren Hooper : Matthew

### Télévision

#### Séries télévisées
- 1979 : Hazell : Mr Downes
- 1979 : The Legend of King Arthur : Girflet
- 1980 : Play for Today : Un policier
- 1982 : Squadron : Lucenna
- 1982 : Les Gens de Smiley (Smiley's People) : John Sherman
- 1982 : The Brack Report : Hari Krishna Monk
- 1983 - 1985 : By the Sword Divided : Dick Skinner
- 1988 : Rockliffe's Babies : Bernie Morelli
- 1989 : Blackeyes : Le photographe
- 1989 / 1995 / 1996 / 2002 / 2006 - 2007 : The Bill : Mark Lovett / Terry Gorman / DCI Crawley / Christopher Vanderblit / Peter Harris /
- 1990 : Screen Two : Parkes
- 1990 : Chancer : Caporal Piper
- 1990 - 1991 : The Chief : Détective Keith Inman
- 1991 : Sherlock Holmes : Jenkins
- 1991 : Van der Valk : Nick Koop
- 1992 : Zorro : Le chef des bandits
- 1992 : Joanna et les clones (The Cloning of Joanna May) : Philip
- 1992 - 1993 : Spender : Détective Gillepsie
- 1993 : Highlander : Bellian
- 1993 : Les Aventures du jeune Indiana Jones (The Young Indiana Jones Chronicles) : Un homme
- 1993 : Heartbeat : Steve Walsh
- 1993 : Stay Lucky : Bob Gettings
- 1994 / 1998 : Casualty : Paul Becket / Elliot Matthews
- 1995 : Bugs : Mckaenzie
- 1996 : Les Contes de la crypte (Tales from the Crypt) : Mr Starr
- 1996 : Cadfael : Père Ailnoth
- 1996 : Rhodes : Colonel Kekewich
- 1997 : Ivanhoe : Montfitchet
- 1999 : Les Nouveaux Professionnels (CI5 : The New Professionals) : Vasili Lankov
- 1999 : Wing and a Prayer : Ronnie Clark
- 2000 : Harbour Lights : Vinnie
- 2000 - 2002 : Coronation Street : Ray Sykes
- 2001 : Lexx : Joseph Van Helsing
- 2001 : Le monde des ténèbres (Dark Realm) : Lawman
- 2001 : Jack et le haricot magique (Jack and the Beanstalk : The Real Story) : Hall Cryer
- 2003 - 2004 : Red Cap : Police militaire (Red Cap) : Capitaine Gavin Howard
- 2004 : Medici : Godfathers of the Renaissance : Galileo / Giovanni di Bicci de Medici
- 2005 : La loi de Murphy (Murphy's Law) : Brand
- 2005 : Bleak House : Le médecin légiste
- 2005 - 2006 : Classé Surnaturel (Sea of Souls) : Dr Phillip Duncan
- 2006 : Les contes du disque-monde (Hogfather) : Dave
- 2008 : Affaires non classées (Silent Witness) : Powell
- 2008 : Flics toujours (New Tricks) : Charlie Webber
- 2008 : City of Vice : Hargreaves
- 2009 : 1066 : De Coutances
- 2009 : Doctor Who : Dreamland : Mr Dread (voix)
- 2010 : Ashes to Ashes : Terry Stafford
- 2011 : Zen : Tito Spadola
- 2011 : Hidden : Jason Styles
- 2012 : Merlin : Ari
- 2013 : La Bible (The Bible) : Roi Nabuchodonosor
- 2013 : Da Vinci's Demons : Friar Tomás de Torquemada
- 2013 : Strike Back : Pushkin
- 2013 : Jo : Sabot
- 2014 : The Assets : Dmitry Polyakov
- 2015 : Critical : Mr Devlin
- 2016 : Lucky Man : Vincent Lermentov
- 2018 : Bateau vers le bas (Watership Down) : Silverweed (voix)
- 2019 : Chernobyl : Major Burov
- 2019 : Catch-22 : Général Dreedle
- 2019 : Pennyworth : Général Malcolm
- 2020 : Cursed : La Rebelle (Cursed) : Sir Ector
- 2021 : The Girlfriend Experience : Lief
- 2022 : Jack Ryan : Petr Kovac

#### Téléfilms
- 1985 : Family Ties Vacation de Will Mackenzie : Un homme
- 1989 : The Woman in Black d'Herbert Wise : Stall Holder
- 1990 : En plein cœur (The Widowmaker) de John Madden : DS Wills
- 1999 : Esther de Raffaele Mertes : Admatha